# Кесслер, Миккель
Миккель Кесслер (дат. Mikkel Kessler; 1 марта 1979 года, Копенгаген, Дания) — датский боксёр-профессионал, выступавший во второй средней весовой категории. Чемпион мира во 2-й средней (версия WBA, 2004—2007, 2008—2009 и 2012; версия WBC, 2006—2007) весовой категории.

## Любительская карьера
Любительскую карьеру начал в феврале 1993 года. Выиграл первый поединок, затем проиграл два подряд. После этого последовала серия побед.
Любительская запись: 44-3
- Чемпион Зеландии (Junior): 1996-97
- Чемпион Дании (Junior): 1996-97
- Чемпион Севера Дании (Junior): 1996
- Чемпион Европы (Junior): 1996
- Чемпион Зеландии (старший): 1998

## Профессиональная карьера
Дебютировал в марте 1998 года. В дебютном бою нокаутировал в первом раунде непобеждённого американца, Келли Мейса (5-0). Почти все бои провёл в родной Дании.
29 ноября 2002 года завоевал вакантный титул чемпиона мира по версии IBA, выиграв единогласным решением судей у представителя Южной Африки Дингаана Тобелы (40-9-2).
11 апреля 2003 года Кесслер нокаутировал опытного Крэйга Каммингса (51-4-1) и завоевал интернациональный титул чемпиона мира по версии WBC.

### Бои за титул чемпиона мира по версии WBA
В ноябре 2004 года победил чемпиона мира по версии WBA в суперсреднем весе Мэнни Сьяку.
В июне 2005 года неожиданно для всех выехал в Австралию на бой с местным бойцом Энтони Мандайном. Кесслер победил по очкам.
В январе 2006 года Кесслер в 10-м раунде нокаутировал Эрика Лукаса.

### Объединительный бой с Маркусом Байером
14 октября 2006 года состоялся объединительный бой двух чемпионов с суперсреднем весе — чемпиона по версии WBA непобеждённого Миккеля Кесслера и чемпиона по версии WBC Маркуса Байера. В конце 3-го раунда Кесслер провёл в челюсть левый хук и правый кросс. Немец рухнул на канвас. Он не смог подняться на счёт 10. Рефери зафиксировал нокаут.

### Бой с Либрадо Андраде
В марте 2006 года в Дании состоялся бой двух непобеждённых боксёров — Миккеля Кесслера и мексиканца Либрадо Андраде. Кесслер доминировал весь бой. Мексиканец много ударов пропускал, и сам часто промахивался. По окончании поединка все судьи поставили одинаковый разгромный счёт 120—108 в пользу Кесслера.

### Объединительный бой с Джо Кальзаге
В ноябре 2007 года состоялся объединительный бой во 2-м среднем весе между долгоиграющим чемпионом мира по версии WBO Джо Кальзаге и чемпионом мира по версиям WBC и WBA Миккелем Кесслером. Более агрессивный Кальзаге победил по очкам.

### Повторное завоевание титула чемпиона мира WBA
21 мая 2008 года Миккель в бою за вакантный титул чемпиона мира нокаутировал непобеждённого боксёра из Германии, Дмитрия Сартисона (22-0)
В октябре 2008 года Кесслер вышел на ринг против немца Данило Хойсслера. В середине 3-го раунда датчанин провёл серию кроссов в голову. Левым кроссом в челюсть он отправил немца на канвас. Хойсслер не успел встать на счёт 10. Рефери зафиксировал нокаут.
12 сентября 2009 года Миккель завоевал титул чемпиона WBA в суперсреднем весе, победив бойца из Венесуэлы Гусмира Пердомо (Gusmyr Perdomo) техническим нокаутом в четвёртом раунде.

### Участие в турнире Super Six

#### Бой с Андре Уордом
21 ноября 2009 года в рамках турнира во 2-м среднем весе Super Six World Boxing Classic ему пришлось сразиться с американцем Андре Уордом. Кесслер был лидером второго среднего веса, и ставки на его победу составляли 1 к 2,2. Бой был остановлен в 11 раунде из-за рассечения у Кесслера после непредумышленного удара головой. По судейским запискам после 10 раундов лидировал Уорд. Ему и отдали чемпионский пояс.

#### Бой с Карлом Фрочем I
24 апреля 2010 года Кесслер в ходе турнира Super Six World Boxing Classic встретился с чемпионом WBC в суперсреднем весе британцем Карлом Фрочем и в очень близком поединке по очкам выиграл Кесслер. После победы датчанин отказался от дальнейшего участия в турнире, сославшись на повреждение сетчатки. По мнению Миккеля, эту травму он заработал в бою против Андре Уорда.
4 июня 2011 года экс-чемпион мира Миккель Кесслер успешно вернулся в ринг, одержав победу техническим нокаутом в шестом раунде над французом Мехди Буадла (Mehdi Bouadla). На кону в этом поединке стоял вакантный пояс WBO European в суперсреднем весе.
19 мая 2012 года Миккель нокаутировал в 4-м раунде американца, Аллана Грина в поединке за пояс WBC Silver в полутяжёлом весе.

### Третье завоевание титула чемпиона мира WBA
Победив 8 декабря 2012 года техническим нокаутом в 3-м раунде британца Брайана Мэги, Кесслер завоевал вакантный титул «регулярного» чемпиона WBA в суперсреднем весе.
25 мая 2013 года в зрелищном поединке проиграл титул, уступив по очкам в Великобритании, местному известному боксёру, Карлу Фрочу.

## Результаты боёв
В таблице перечислены результаты всех поединков боксёров.
В каждой строке указан результат поединка. Дополнительно номер поединка обозначен цветом, который обозначает итог поединка. Расшифровка обозначений и цветов представлена в нижеследующей таблице.
| Пример | Расшифровка                     |
| ------ | ------------------------------- |
|        | Победа                          |
|        | Ничья                           |
|        | Поражение                       |
|        | Планируемый поединок            |
|        | Поединок признан несостоявшимся |
| КО     | Нокаут                          |
| ТКО    | Технический нокаут              |
| PTS    | Решение судей (по очкам)        |
| UD     | Единогласное решение судей      |
| MD     | Решение большинства судей       |
| SD     | Раздельное решение судей        |
| RTD    | Отказ от продолжения боя        |
| DQ     | Дисквалификация                 |
| NC     | Поединок признан несостоявшимся |

| Бой | Рекорд   | Дата             | Соперник                 | Место боя                                              | Результат       | Дополнительно |
| --- | -------- | ---------------- | ------------------------ | ------------------------------------------------------ | --------------- | --- |
| 49  | 46(35)-3 | 25 мая 2013      | Карл Фроч (30-2)         | O2 Арена (Лондон), Великобритания                      | UD (12)         | Бой за титулы чемпиона мира по версиям WBA и IBF во втором среднем весе. |
| 48  | 46(35)-2 | 8 декабря 2012   | Брайан Мэги (36-4-1)     | BOXEN, Хернинг, Дания                                  | TKO3 (12) 0:24  | Бой за вакантный титул регулярного чемпиона мира по версии WBA во втором среднем весе. |
| 47  | 45(34)-2 | 19 мая 2012      | Аллан Грин (31-3)        | Parken, Копенгаген, Дания                              | KO3 (12) 0:16   | Бой за вакантный титул серебряного чемпиона мира по версии WBC silver в полутяжёлом весе. |
| 46  | 44(33)-2 | 3 июня 2011      | Мехди Буадла (22-3)      | Parken, Копенгаген, Дания                              | TKO6 (12) 2:25  | Бой за вакантный титул чемпиона Европы по версии WBO во втором среднем весе. |
| 45  | 43(32)-2 | 24 апреля 2010   | Карл Фроч (26-0)         | MCH Messecenter Herning, Хернинг, Дания                | UD (12)         | Бой за титул чемпиона мира по версии WBC во втором среднем весе, 3-я защита Фроча. |
| 44  | 42(32)-2 | 21 ноября 2009   | Андре Уорд (20-0)        | Oracle Arena, Окленд, Калифорния, США                  | TD11 (12) 1:42  | Бой за титул супер чемпиона мира по версии WBA во втором среднем весе, 3-я защита Кеслера. |
| 43  | 42(32)-1 | 12 сентября 2009 | Гусмур Пердомо (16-2)    | MCH Messecenter Herning, Хернинг, Дания                | TKO4 (12) 0:51  | Бой за титул чемпиона мира по версии WBA во втором среднем весе, 2-я защита Кеслера. |
| 42  | 41(31)-1 | 25 октября 2008  | Данило Хаусслер (29-3-1) | Weser-Ems-Halle, Ольденбург, Нижняя Саксония, Германия | KO3 (12) 1:58   | Бой за титул чемпиона мира по версии WBA во втором среднем весе, 1-я защита Кеслера. |
| 41  | 40(30)-1 | 21 июня 2008     | Дмитрий Сартисон (22-0)  | Brondby Hallen, Брённбю, Дания                         | KO3 (12) 1:58   | Бой за вакантный титул чемпиона мира по версии WBA во втором среднем весе. |
| 40  | 39(29)-1 | 3 ноября 2007    | Джо Кальзаге (43-0)      | Millennium Stadium, Кардифф, Уэльс, Великобритания     | UD (12)         | Объединительный бой за титулы чемпиона мира по версии WBA, 5-я защита Кесслера, по версии WBC, 2-я защита Кесслера, по версии WBO, 21-я защита Кальзаге, по версии The Ring, 3-я защита Кальзаге во втором среднем весе. |
| 39  | 39(29)-0 | 24 марта 2007    | Либрадо Андраде (24-0)   | Parken, Копенгаген, Дания                              | UD (12)         | Бой за титулы чемпиона мира по версии WBA, 4-я защита Кесслера, по версии WBC, 1-я защита Кесслера во втором среднем весе.                                                                                               |
| 38  | 38(29)-0 | 14 октября 2006  | Маркус Байер (34-2-1)    | Parken, Копенгаген, Дания                              | KO3 (12) 2:58   | Объединительный бой за титулы чемпиона мира по версии WBA, 3-я защита Кесслера, по версии WBC, 6-я защита Байера во втором среднем весе.                                                                                 |
| 37  | 37(28)-0 | 14 января 2006   | Эрик Лукас (38-6-3)      | Brondby Hallen, Брённбю, Дания                         | TKO10 (12) 1:51 | Бой за титул чемпиона мира по версии WBA во втором среднем весе, 2-я защита Кесслера. |
| 36  | 36(27)-0 | 8 июня 2005      | Энтони Мандайн (23-2)    | Sydney Entertainment Centre, Сидней, Австралия         | UD (12)         | Бой за титул чемпиона мира по версии WBA во втором среднем весе, 1-я защита Кесслера. |
| 35  | 35(27)-0 | 8 июня 2005      | Мэнни Сьяка (18-4)       | Brondby Hallen, Брённбю, Дания                         | RTD7 (12) 3:00  | Бой за титул чемпиона мира по версии WBA во втором среднем весе, 1-я защита Сьяки. |
| Бой | Рекорд   | Дата             | Соперник                 | Место боя                                              | Результат       | Дополнительно |

## Интересные факты
Датская метал-группа "Volbeat" выпустила песню "A warrior's call", посвящённую Микелю.